# Hipolit Medyceusz
Hipolit Medyceusz, wł. Ippolito de' Medici (ur. 1511, zm. 10 sierpnia 1535) – nieślubny oraz jedyny syn Juliana Medyceusza.

## Życiorys
Ippolito urodził się w Urbino. Jego ojciec zmarł, kiedy chłopiec miał zaledwie 5 lat, w 1516. Ippolito wychował jego wuj, papież Leon X oraz jego kuzyn kardynał Giulia de' Medici. Kiedy Giulio został wybrany kolejnym papieżem i przyjął imię Klemensa VII, Ippolito rządził samodzielnie Florencją w jego imieniu. Po oblężeniu Florencji w latach 1529–1530 Klemens VII zaczął faworyzować swojego nieślubnego syna Alessandro. Ippolito został pierwszym arcybiskupem Awinionu, następnie w 1529 został kardynałem i papież wysłał go jako legata na Węgry. Administrator diecezji Casale Monferrato (1529–1531), Lecce (kwiecień 1534–luty 1535) i archidiecezji Monreale (od 1532). Wicekanclerz Świętego Kościoła Rzymskiego od lipca 1532. W 1535 służył jako florencki ambasador na dworze cesarza Karola V Habsburga.
Ippolito zmarł na malarię w Itri – możliwe jednak, że został otruty przez Alessandra, którego nadużycia miał zamiar publicznie ogłosić. Ippolito był związany z Giulią Gonzagą.